# Kanton La Rochelle-8
Der Kanton La Rochelle-8 war von 1985 bis 2015 ein französischer Wahlkreis im Arrondissement La Rochelle, im Département Charente-Maritime und in der damaligen Region Poitou-Charentes; sein Hauptort war La Rochelle. Die landesweiten Änderungen in der Zusammensetzung der Kantone brachten im März 2015 seine Auflösung. Vertreter im Generalrat des Départements war zuletzt für die Jahre 1985–2015 Michel Rogeon (PRG). 

## Gemeinden
Der Kanton bestand aus zwei Gemeinden und einem Teil der Stadt La Rochelle (angegeben ist die Gesamteinwohnerzahl, im Kanton lebten etwa 3.100 Einwohner von La Rochelle):
| Gemeinde          | Einwohner Jahr | Fläche km² | Bevölkerungsdichte | Code INSEE | Postleitzahl |
| ----------------- | -------------- | ---------- | ------------------ | ---------- | ------------ |
| Dompierre-sur-Mer | 5.346 (2013)   | 18,35      | 291 Einw./km²      | 17142      | 17139        |
| Périgny           | 7.811 (2013)   | 10,78      | 725 Einw./km²      | 17274      | 17180        |
| La Rochelle       | 74.344 (2013)  | –          | – Einw./km²        | 17300      | 17000        |